# أكسل مايكلز
أكسل مايكلز (بالألمانية: Axel Michaels) هو مختص في علم الهنديات وأستاذ جامعي ألماني، ولد في 26 مايو 1949 في هامبورغ في ألمانيا.